# 下地寛令
下地 寛令（しもぢ かんれい、1898年（明治31年）3月27日 - 1938年（昭和13年）8月7日）は、日本の社会学者。沖縄県宮古郡砂川間切下里（現在の宮古島市）出身。旧制府立高等学校教授。明治学院高等学部講師、内務省警察講習所講師。専攻は道徳社会学。

## 参考資料
- 庄司武史「下地寛令・清水幾太郎共著 『心理学概論』 について -新資料の書誌的情報と成立事情を中心に-」『早稲田社会科学総合研究』第17巻第1号、早稲田大学社会科学学会、2016年10月、1-16頁、CRID 1050001202508679936、hdl:2065/51605、ISSN 1345-7640。
- 庄司武史「旧制府立高等学校教授・下地寛令について : 首都大学東京所蔵の新資料に注目して」『人文学報』第514号、東京都立大学人文科学研究科人文学報編集委員会、2018年3月、31-56頁、CRID 1520291854774170624"、ISSN 03868729。